# Conches-en-Ouche
Conches-en-Ouche is een gemeente in het Franse departement Eure (regio Normandië). De plaats maakt deel uit van het arrondissement Évreux. In de gemeente ligt spoorwegstation Conches. Conches-en-Ouche telde op 1 januari 2022 4.860 inwoners.

## Geografie
De oppervlakte van Conches-en-Ouche bedroeg op de hierboven genoemde datum 16,72 vierkante kilometer; de bevolkingsdichtheid was toen 290,7 inwoners per km².

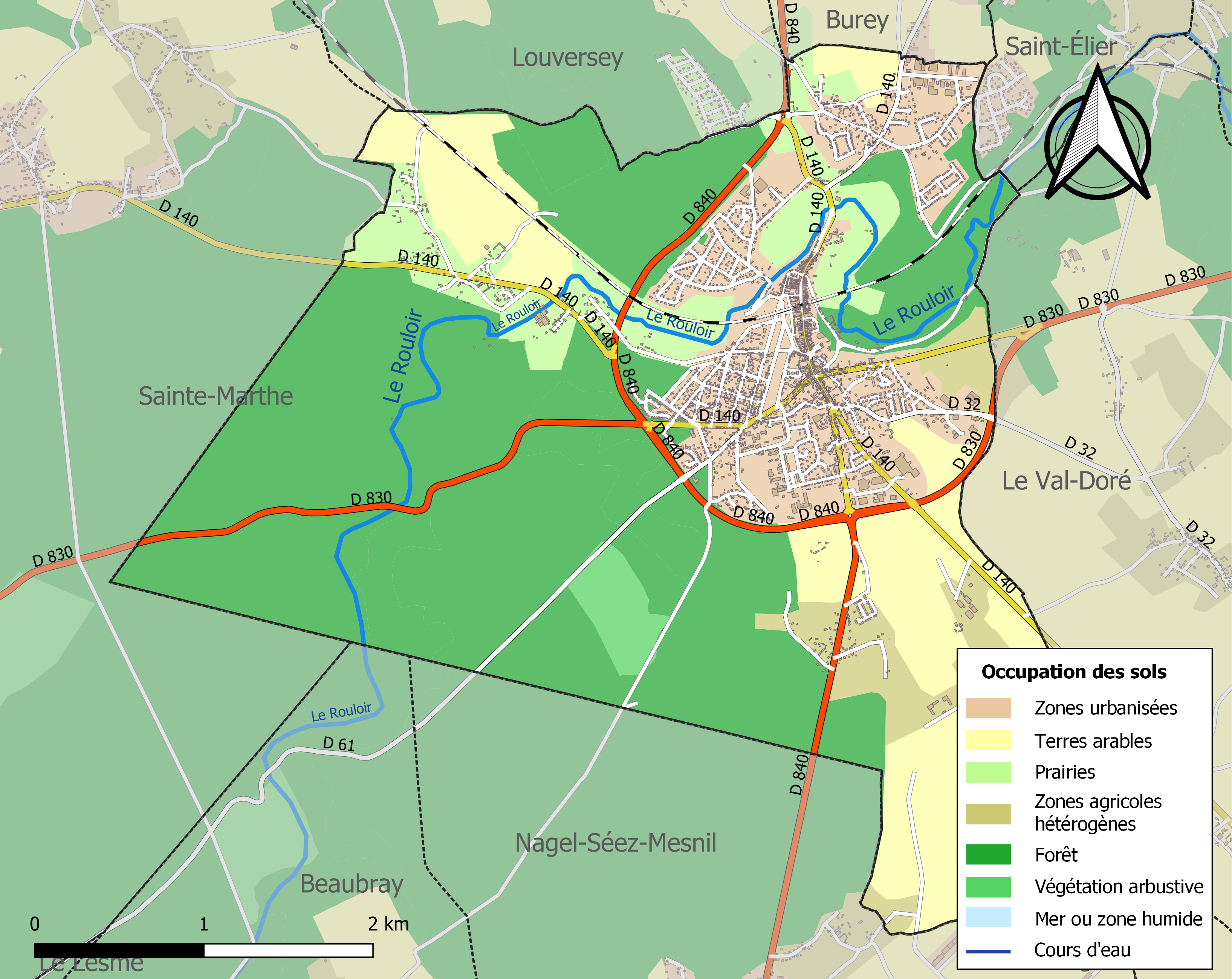
Kaart van de gemeente met belangrijkste infrastructuur, bodemgebruik en omliggende gemeenten

## Demografie
Onderstaande figuur toont het verloop van het inwonertal (bron: INSEE-tellingen).

## Stedenbanden
- Rodos (Griekenland)